# Жаворонков, Сергей Владимирович
Сергей Владимирович Жаворонков (род. 16 февраля 1977) — российский политик и экономист. Сопредседатель политической партии «Демократический выбор» (с 2016 года).

## Биография
Окончил исторический факультет МГУ им. М. В. Ломоносова и аспирантуру Государственного университета гуманитарных наук. Кандидат экономических наук.
С 1997 года — сотрудник Рабочего центра экономических реформ при Правительстве России. С 1998 года — специалист, затем старший эксперт Института экономики переходного периода. Автор работ по экономическим вопросам. Регулярно публикуется в Научном вестнике ИЭПП.ру.

## Общественная и политическая деятельность
В 1995 году вступил в партию «Демократический выбор России». В 2001—2005 годах член партии «Союз правых сил», член московского политсовета СПС.
С 2004 года — член Совета фонда «Либеральная миссия».
30 октября 2005 года принял участие в «Марше несогласных» совместно с Национал-большевистской партией. 7 ноября 2005 года был исключён из СПС федеральным политсоветом партии за участие в этом марше.
В феврале 2006 — феврале 2008 — функционер Российского народно-демократического союза. Один из организаторов «Маршей несогласных» в 2006—2007 годах.
В 2008 году вступил в движение «Солидарность», был избран членом федерального политсовета движения. В 2009—2010 — член политсовета московского городского отделения «Солидарности». В 2010 году был исключён из движения «Солидарность» за ряд националистических высказываний в социальных сетях.
13 ноября 2010 года состоялось Общее собрание партии «Демократический выбор», на котором Жаворонков был избран заместителем председателя партии.
20 декабря 2015 года председатель партии «Демократический выбор» Владимир Милов на заседании Федерального политического совета предложил исключить из партии своих заместителей Игоря Драндина и Сергея Жаворонкова. Это решение не набрало необходимого числа голосов, после чего с поста председателя ушел сам Милов. В качестве причины раскола сторонники Драндина и Жаворонкова называли отсутствие у партии под руководством Владимира Милова успехов за последние четыре года, его авторитарные методы руководства, а также отсутствие финансирования. Милов объяснил раскол происками Кремля.
12 июля 2016 года сторонники Жаворонкова и Драндина инициировали заседание Федерального Политического Совета (ФПС) политической партии «Демократический выбор». Заседание ФПС было созвано по требованию 6 из 11 действующих членов ФПС. На заседании присутствовало 6 членов ФПС. ФПС решил поддержать на выборах 18 сентября 2016 года партию «Яблоко» и назначил съезд партии «Демократический выбор» на 19 ноября 2016 года.
18 декабря 2016 года состоялся съезд партии «Демократический выбор», на котором Жаворонков был избран сопредседателем партии.

## Публикации
- В. Мау, О. Кочеткова, С. Жаворонков. Экономические факторы электорального поведения (Опыт России 1995—1996 годов). 1998 г.
- В. Мау, О. Кочеткова, К. Яновский, С. Жаворонков, Ю. Ломакина. Экономические факторы электорального поведения и общественного сознания (опыт России 1995—2000 г.). 2000 г.
- К проблеме дерегулирования российской экономики. Доклад Рабочего центра экономических реформ Правительства РФ / В. Мау, С. Жаворонков, О. Кузнецова, П. Кузнецов, О. Макарова, А. Шадрин, К. Яновский. 2000 г.
- К. Яновский, С. Жаворонков, О. Кочеткова, А. Мажуга, Д. Черный, П.-М. Дежардин, П. Хобсон, Д. Савой. Политико-экономические проблемы российских регионов
- О. Голант, С. Жаворонков, В. Мау, Д. Черный, К. Яновский. Проблемы становления новой институциональной структуры в переходных странах. Научные труды № 31 2001 г.
- В. Мау, С. Жаворонков, Д. Черный, К. Яновский. Дерегулирование российской экономики. — Научные труды, № 32. — 2001 г.
- С. Жаворонков, К. Яновский. Политическая экономия реформы: механизм принятия решений на этапах революции и стабилизации. 2001 г.
- С. Жаворонков. Политическая экономия финансового кризиса. 2001 г.
- В. Мау, К. Яновский, С. Жаворонков, Д. Черный. Результаты выборов, как показатель спроса на институты на примере голосований в течение первого послереволюционного десятилетия в странах с переходной экономикой и молодой демократией. 2001 г.
- В. Мау, С. Жаворонков, О. Голант. Региональные политико-экономические элиты. 2001 г.
- В. Мау (научный руководитель), К. Яновский, С. Жаворонков, О. Фомичев, Л. Ледерман. Политические и правовые источники инвестиционных рисков в российских регионах М. 2002
- Мау В. А., Жаворонков С. Г., Фомичев О. В., Шадрин А. Е., Яновский К. Э. Дерегулирование российской экономики: механизм воспроизводства избыточного регулирования и институциональная поддержка конкуренции на товарных рынках. — Научные труды, № 48 — 2002 г.
- С. Жаворонков, О. Изряднова, В. Мау (научный руководитель), И. Стародубровская (научный консультант). Региональные аспекты развития экономики России на примере разработки концепции социально — экономического развития Республики Алтай М. 2002
- С. Жаворонков, В. Мау (руководитель проекта), С. Хорошухин, М. Лазарович, Д. Войсиечовский. Комплексный подход к созданию благоприятных условий для инвесторов: опыт Новгородской области М. 2002
- В. Мау, К. Яновский, Д. Наставшев, С. Жаворонков, С. Шульгин, В. Кучериненко, А. Шадрин, А. Салимов, В. Новиков, О. Голант, М. Баржанова, Ю. Малышева. Импортированные институты в странах с переходной экономикой: эффективность и издержки. Научные труды № 68 2004 г.
- В. Мау, С. Жаворонков, К. Яновский, С. Шульгин, И. Затковецкий, В. Ротенберг. Догоняющее развитие в постиндустриальную эпоху и вызовы традиционного общества: политико-экономические аспекты борьбы с терроризмом. — 2004 г.
- С. Жаворонков, В. Новиков. Экономические и политические итоги 2004 г. // Российская экономика в 2004 году. Тенденции и перспективы (Выпуск 26). — М.: ИЭПП, 2005
- К. Яновский, В. Новиков, С. Жаворонков. «Технология проведения реформ для страны с переходной экономикой и молодой демократией» 2006 г.
- В. Мау,К. Яновский С. Жаворонков и др. Варианты экономической политики по смягчению проблем рынка труда и кризиса пенсионных систем: некоторые примеры Германии, Канады, США, и их уроки для России. — 2006 г.
- С. Жаворонков, К. Яновский, С. Шульгин и др. Политико-экономические аспекты борьбы с терроризмом. — Научные труды, № 82. — 2005 г.
- В. Мау, К. Яновский, Т. Дробышевская, С. Жаворонков, Д. Черный, Ю. Малышева. Кризис института семьи в постиндустриальном обществе: политико-экономический анализ причин и возможностей преодоления. — 2005 г.